# كارباييدا دي آفيا
بلدية كارباييدا دي آفيا (بالإسبانية: Carballeda de Avia) هي بلدية تقع في مقاطعة أورينسي التابعة لمنطقة غاليسيا شمال غرب إسبانيا.

## الديموغرافيا
بلغ عدد سكان بلدية كارباييدا دي آفيا 1.504 نسمة عام 2011 (وفقاً للمعهد الوطني للإحصاء الإسباني).
| 1.792 | 1.715 | 1.600 | 1.591 | 1.600 | 1.546 | 1.504 |